# モビィがおじゃましバス!
モビィがおじゃましバス!（もびぃがおじゃましばす！）は、日本のラジオ番組。

## 概要
2003年10月からe-radioで毎週土曜12：00 - 12：55（JST）に放送しているラジオ番組。滋賀県内県外の各地でのイベント会場などに出向き、公開生放送を行う番組である。大津PARCOにあるサテライトスタジオから放送する事もある。放送中及び放送時間終了後に後述のサポートアーティストによるライブをすることが多い。初期では「おじゃましバンド」と呼ばれる、ブラス系インストバンドの演奏が行われることが多かった。
滋賀県から最も遠くで収録を行ったのは2007年2月3日放送の長野県白馬村にあるHakuba47で、東京在住の人も観覧したと言う。
ラジオマガジン プレイランド・シガでは番組の裏話も聞く事が出来る。又、同番組のパーソナリティであるkay稲毛が同行する事がよくある。
2009年3月末日にて大津PARCOにあるサテライトスタジオからの放送が終了し、2009年4月からは、公開放送がある時のみ番組放送するようになっている。前番組e-radio ウィークリー増刊号!同様に、放送時間中にはCMは一切流れない。

## パーソナリティ
- 2003年10月 - 2004年3月：岩見知香
- 2004年4月 - 2005年9月：寺尾仁志、宮本聖子
- 2005年10月 - 2008年9月：井上麻子
- 2008年10月 - ：藤田敦士

## サポートアーティスト
- 寺尾仁志
- 佐合井マリ子
- SANISAI
- 真依子
- Chicago Poodle

サポートアーティストは2005年10月から登場した。週毎に同行するアーティストが変わる。
寺尾仁志と宮本聖子の担当の時は、同番組のテーマソングが作られ、オリジナルのTシャツも製作され、会場内で販売された。

## サポートアーティストによるコーナー
すべてのコーナーの賞品が大津PARCO7Fにあるユナイテッド・シネマ大津のペア鑑賞券である。
- 佐合井マリ子のこの曲なんだか分かるかな～?

イントロクイズ。佐合井マリ子とリスナー、観覧者がイントロを聴いて曲名、メロディーを当てる。